# Passeig de Lluís Companys
Il Passeig de Lluís Companys è una passeggiata che inizia dall'Arco di Trionfo e attraversa i distretti della Ciutat Vella e dell'Eixample di Barcellona terminando nel Parc de la Ciutadella.  
Nell'originale Piano Cerdà la passeggiata prendeva il nome di Núm. 35, ma successivamente venne ribattezzata Saló de Sant Joan, Fermín Galán e Salón de Víctor Pradera finché nel 1979 venne intitolata al presidente della Generalitat de Catalunya Lluís Companys, giustiziato nel 1940 dalle forze franchiste. 
Nel 1883 il consiglio comunale di Barcellona ha approvato la realizzazione di otto sculture rappresentanti uomini illustri della storia catalana da esporre lungo il viale. Inizialmente le statue erano dedicate a Goffredo il Villoso, Ruggiero di Lauria, Bernat Desclot, Rafael Casanova, Ramon Berenguer, Pere Albert, Antoni Viladomat e Jaume Fabre e vennero inaugurate nel 1888 in occasione dell'Expo di Barcellona ma nel 1917, il monumento dedicato a Casanova venne spostato nella Ronda Sant Pere e sostituito da uno dedicato a Pau Claris. Durante la Guerra civile le statue vennero rimosse, ad eccezione di quelle di Ruggiero di Lauria e Antoni Viladomat che rimasero nella loro posizione originaria, e cinque furono fuse nel 1950 per realizzare l'immagine della Vergine della Misericordia nella basilica omonima, mentre quella di Pau Claris, conservata in un magazzino comunale, fu ricollocata nel 1977.
Uno degli edifici più notevoli che si trovano sul Passeig de Lluís Companys è il Palazzo di Giustizia realizzato da Josep Domènech i Estapà ed Enric Sagnier.